# Мешвеш
Мешвеш (машаваша, скорочено Ма) — одне з лівійських племен, відоме у Стародавньому Єгипті з часів XIX династії.

## Історія
За часів правління фараона Аменхотепа III народ мешвеш постачав бичий жир до храмів Малката біля Фів та відомий як рід знаних скотарів. Також про них згадувалось як про вороже до Стародавнього Єгипту плем'я, що здійснювало набіги на захід дельти Нілу та з часом перетворилось на серйозну загрозу для регіону. Як повідомляє «стела у Мерса-Матрусі», вперше в такій якості вони вторглись до Єгипту за фараона Рамсеса II. 1208 року до н. е., у 5-й рік правління фараона Мернептаха, на заході Дельти відбулась Саїсська битва — між численним військом з лівійців (у тому числі й мешвеш) і «народів моря» з одного боку, та єгипетськими військами — з іншого.
Продовження боротьби між Єгипетською державою та лівійцями мешвеш мало місце за фараона Рамсеса III який, після перемоги розселив племена мешвеш у своїй країні, щоб набирати лівійців до своєї армії, а також використовувати їх на різних роботах. Вожді мешвеш ставали жерцями у місцевих храмах та з часом у місцях їхнього розселення утворилось невелике автономне князівство, правитель якого під іменем Шешонк I 945 року до н. е. став першим фараоном Лівійської династії.